# ТелевисаУнивисион Контент Лисенсинг
ТелевисаУнивисион Контент Лисенсинг (на испански: TelevisaUnivision Content Licensing), по-рано известна като Телевиса Интернасионал (на испански: Televisa Internacional), е дъщерна компания, собственост на ТелевисаУнивисион (до 30 януари 2022 г. едноличен собственик е Телевиса), чиято дейност е продажба, придобиване и разпространие на съдържание (теленовели, сериали, реалити предавания и др.) и абонаменти телевизионни канали. От 1 януари 2019 до май 2022 г. Фернандо Мунис осъществява контрола над Телевиса Интернасионал след сливането ѝ с Телевиса Нетуъркс. От май 2022 г. Рита Еринг отговаря за компанията, поемайки всички отговорности от Мунис.

## Телевиса Нетуъркс
Телевиса Нетуъркс е дъщерно дружество на Телевиса Интернасионал, собственост на Група Телевиса, което е специализирано и отговаря за проектирането, производството, програмирането, разпространението и комерсиализирането на абонаментни телевизионни канали, чието покритие включва Мексико, САЩ, Латинска Америка, Европа, Африка и Азиатско-Тихоокеанския регион. Основана е през 1995 г., а от 2005 г. до днес Фернандо Мунис е директор продажби на Телевиса Нетуъркс.
До 2004 г. е позната като Висат.

## Телевизионни канали
Телевизионните канали, които се разпространяват от Телевиса Интернасионал, са:
| ТВ канал                  | Тип                    | Територия                                                                                |
| ------------------------- | ---------------------- | ---------------------------------------------------------------------------------------- |
| Las Estrellas             | Развлекателен          | - Латинска Америка - Европа: включително Австралия, Африка и Нова Зеландия               |
| Telehit                   | Развлекателен и музика | - Латинска Америка - САЩ                                                                 |
| Telehit Música            | Музикален              | - Латинска Америка - САЩ                                                                 |
| Bandamax                  | Развлекателен и музика | - Латинска Америка - САЩ                                                                 |
| Distrito Comedia          | Забавен                | - Латинска Америка и Европа                                                              |
| De Película               | Мексиканско кино       | - САЩ - Латинска Америка - Европа: включително Африка, Австралия и Нова Зеландия         |
| De Película Clásico       | Мексиканско кино       | - САЩ                                                                                    |
| Golden                    | Филми и сериали        | - Мексико - Латинска Америка                                                             |
| Golden Edge               | Филми и сериали        | - Латинска Америка                                                                       |
| Golden Premier            | Филми и сериали        | - Латинска Америка                                                                       |
| TUDN                      | Спортен                | - САЩ - Мексико - Централна Америка                                                      |
| Bitme                     | Младежки               | - Мексико - Латинска Америка                                                             |
| Telemundo Internacional   | Развлекателен          | - Мексико                                                                                |
| TLN Network               | Развлекателен          | - Ангола и Мозамбик: включително Бразилия                                                |
| Tlnovelas                 | Развлекателен          | - Мексико - Латинска Америка - Европа: включително Африка, Австралия и Нова Зеландия     |
| Unicable                  | Развлекателен          | - Мексико                                                                                |
| Univisión                 | Развлекателен          | - Латинска Америка                                                                       |
| Adrenalina Sports Network | Спортен                | - Латинска Америка                                                                       |
| Telenovela Channel        | Развлекателен          | - Филипини: собственост на Beginnings at Twenty Plus, Inc. с партньорството на Телевиса. |